# 韦斯利 (艾奥瓦州)
韋斯利（英語：Wesley）是一個位於美國愛荷華州科蘇特縣的城市。

## 地理
韋斯利的座標為43°09′15″N 93°59′35″W / 43.15417°N 93.99306°W，而該地的平均海拔高度為381米（即1250英尺）。

## 人口
根據2010年美國人口普查的數據，韋斯利的面積為1.50平方千米，當中陸地面積為1.50平方千米，而水域面積為0.00平方千米。當地共有人口390人，而人口密度為每平方千米260人。